# D.S.: Dal segno
D.S.: Dal Segno è una visual novel giapponese pubblicata per PC e Android nel 2016 dallo studio Circus come eroge per adulti. Nel 2017 è stata pubblicata da MangaGamer l'edizione per PC con i testi in lingua inglese, sia in versione non censurata sia in una versione per tutte le età distribuita su Steam. Nel 2018 è stata pubblicata da Entergram per PlayStation Vita e PlayStation 4 una versione accessibile a una fascia d'età dai 17 anni in su.

## Doppiaggio
- Misato Fukuen – Noeri Fujishiro
- Honoka Yūki – Himari Asamiya
- Keiko Manaka – Ame
- Eri Sendai – Io Kōzuki
- Hiroko Taguchi – Hazuki Murasaki
- Natsumi Takamori – Mei Takamura